# Janville-en-Beauce
Janville-en-Beauce és un municipi francès situat al departament de l'Eure i Loir i a la regió de Centre – Vall del Loira. Es crea l'1 de gener de 2019, amb l'estatus de municipi nou, a partir de la fusió de Allaines-Mervilliers, Janville i Le Puiset, que esdevenen municipis delegats.